# Robert Mouynet
Robert Mouynet (Toulouse, Francia, 25 de marzo de 1930) es un exfutbolista francés que jugaba como defensa.

## Selección nacional
Formó parte de la selección francesa que obtuvo el tercer lugar en la Copa del Mundo de 1958. No jugó ningún partido con su selección.

### Participaciones en Copas del Mundo
| Mundial                        | Sede   | Resultado    | Partidos | Goles |
| ------------------------------ | ------ | ------------ | -------- | ----- |
| Copa Mundial de Fútbol de 1958 | Suecia | Tercer lugar | 0        | 0     |

## Clubes
| Club               | País    | Año       |
| ------------------ | ------- | --------- |
| Toulouse FC (1937) | Francia | 1949-1953 |
| AS Cannes          | Francia | 1953-1955 |
| Olympique de Lyon  | Francia | 1955-1959 |
| Toulouse FC (1937) | Francia | 1959-1963 |

## Palmarés

### Campeonatos nacionales
| Título     | Club               | País    | Año  |
| ---------- | ------------------ | ------- | ---- |
| Division 2 | Toulouse FC (1937) | Francia | 1953 |